# Суп под черепаху
Суп под черепаху (англ. Mock turtle soup, нем. Mockturtlesuppe) — традиционное блюдо английской кухни, появившееся в середине XVIII века в качестве имитации супа из зелёной черепахи.
При приготовлении блюда используются мозг и мясные субпродукты, такие как голова теленка, для воспроизведения текстуры и вкуса оригинального черепашьего мяса. Суп появился после того, как зелёных черепах, мясо которых использовали для приготовления оригинального блюда, почти полностью истребили. В США суп под черепаху со временем приобрёл бо́льшую известность, чем оригинальное блюдо; он особенно популярен в городе Цинциннати. Суп также популярен в некоторых районах земли Нижняя Саксония в ФРГ, где его называют фирменным блюдом английской кухни.

## История
Супы из телячьей головы были известны в Англии до того, как в страну начали ввозить черепаховое мясо. Рецепт черепахового супа появился в английской кухне в 1720-х годах, когда моряки из Вест-Индии привезли с собой зелёных морских черепах, мясо которых использовали при приготовлении блюда. Суп приобрёл большую популярность. К середине XVIII века из-за массового отлова вид морских черепах оказался на грани исчезновения, поэтому появился суп под черепаху, имитировавший вкус оригинального блюда.
В конце XIX века для массового потребителя начали выпускать коммерческие марки консервированного супа из черепахи, реклама которого, по иронии судьбы, предупреждала остерегаться подделок.

## Рецепты
Наташа Фрост, пишущая для «Atlas Obscura», отмечает, что суп под черепаху «нелегко приготовить в домашних условиях», поскольку большинство рецептов в качестве ингредиента называют содержимое головы теленка, которое, как считается, имитирует текстуру и вкус черепахового мяса, и требует многочасового приготовления. Другими ингредиентами могут служить говядина и яйца, сваренные вкрутую.
В книге Ханны Гласс «Искусство кулинарии», изданной в 1751 году, в главе «Как приготовить суп под черепаху» описан способ приготовления блюда из головы теленка. В издании 1758 года она приводит фирменный рецепт супа под черепаху. «Гамбургская кулинарная книга, или Полные инструкции по приготовлению пищи, особенно для домохозяек Гамбурга и Нижней Саксонии», изданная в 1821 году, содержит рецепт супа под черепаху, в котором список ингредиентов включает малагу, бренди и рыбные клецки. В книге «Современная кулинария для частных семей» 1845 года представлен рецепт «старомодного» супа под черепаху. Поваренная книга Белого дома 1887 года при готовке блюда советует использовать приправы, в том числе кайенский перец, лимон, мускатный орех и херес. Во второй половине XIX века в большинстве кулинарных книг был представлен рецепт супа под черепаху.
Коллекционер рецептов XIX века Марта Ллойд приводит рецепт супа под черепаху, записанный миссис Фаул в книге по домоводству: «Возьмите большую голову телёнка. Очистите от волос. Варите её, пока рог не станет мягким, затем нарежьте ломтиками размером с палец, с как можно меньшим включением постного мяса. Приготовьте три пинты хорошего бараньего или телячьего бульона, налейте туда пол-пинты мадеры, насыпьте пол чайной ложки тимьяна, перца, бросьте большую луковицу и не очень мелко нарезанную цедру лимона. Добавьте четверть пинты устриц, нарезанных не очень мелко, с их соком; немного соли, сок двух больших луковиц, немного сладких трав и порубленные телячьи мозги. Выдержите все это вместе около часа и подайте на стол, вместе с мясными шариками и желтками твердых яиц».
Обновленная версия рецепта супа под черепаху Хестона Блюменталя предполагает использование говяжьих костей и бычьего хвоста, приправленных анисом и красным вином.

## В национальных кухнях
Подача на стол черепахового супа в Великобритании XVIII века считалась демонстрацией богатства. Словосочетание «черепаховый суп» было синонимом вкусной еды. Небогатые семьи предпочитали суп под черепаху, который приобрёл популярность и, по словам Нила Баттери, стал «британским классическим» блюдом. Компания «Хайнц» сделала консервированную версию блюда.
В Ольденбурге и Аммерланде, районах земли Нижняя Саксония в ФРГ, суп под черепаху считается фирменным блюдом английской кухни. Его появление в этих местах восходит к временам личной унии между королевствами Ганновер и Великобритания.
Хотя во многих странах мясо зелёной морской черепахи было популярным ингредиентом при приготовлении черепаховых супов, рецепты американской кухни включали ряд других местных видов этих животных. Суп из щелкающих черепах до сих пор готовят в некоторых районах США. Точно так же в рецептах супа под черепаху в США используют разные заменители мяса. Помимо мясных субпродуктов, представленных в британских рецептах, в рецептах американской кухни часто присутствует тушеная говядина или говяжий фарш, иногда даже мясо аллигатора. Вариации супа под черепаху подавали к столу на первой инаугурации Авраама Линкольна, в нью-йоркских отелях «Вальдорф-Астория», «Сент-Реджис» и «Плаза». Рецепт этого блюда описан в Поваренной книге Белого дома 1887 года. Суп под черепаху в США со временем стал популярней оригинального блюда. Его предлагали в многочисленных меню ресторанов XIX — начала XX века. Однако к 1960-м годам блюдо утратило былую популярность. На пике востребованности оно считалось классической едой и «находилось на каждом столе».
Блюдо до сих пор широко известно в городе Цинциннати, где рецепт мясника Фила Хоука приобрел такую популярность среди клиентов, что он перестал резать мясо и переключился на производство супа, основав в 1920 году бренд Worthmore, который является единственным оставшимся коммерческим брендом супа под черепаху. В начале 1900-х годов суп обычно подавали в качестве бесплатного обеда в немецких салунах пригорода Овер-зи-Райн для клиентов, покупающих пиво; в 1980 году его всё ещё подавали в многих ресторанах нейборхуда Овер-зи-Райн и в районе Вест-Сайд в Цинциннати. По состоянию на 2021 год блюдо можно было увидеть в меню местных ресторанов, мясных магазинах, на фестивалях и спортивных мероприятиях в городе. Владелец «Цинциннати Бенгалс» Майк Браун подает его на своем ежегодном мероприятии в честь дня СМИ. Историк кулинарии из Цинциннати Данн Веллерт называет суп одним из «святой троицы» местных деликатесов, наряду с перцем чили из Цинциннати и геттой.
Компания Campbell Soup Company раньше производила консервированную сгущенную версию супа из телячьей головы, но прекратила её выпуск к 1960 году. В интервью 1962 года Дэвиду Бурдону Энди Уорхол, комментируя прекращение производства супов Кэмпбелла, сказал, что «Суп под черепаху» был его самым любимым блюдом.

## В культуре
Льюис Кэрролл включил персонажа Якобы Черепаху в свою книгу «Приключения Алисы в стране чудес» (1865). У персонажа было тело и передние ласты черепахи, а голова, хвост и задние копыта телёнка.
В эпизоде сериала «Девочки Гилмор» Ричард Гилмор, после смерти своей матери, просит приготовить ему суп под черепаху.
В шестом эпизоде седьмого сезона британского ситкома «Спасибо за покупку» персонажи из отдела мужской и женской одежды захватывают столовую после того, как сотрудники столовой уходят из-за жалоб. Среди прочих блюд они подают суп под черепаху, в котором молодой мистер Грейс, владелец магазина, находит лягушку.